# مأمور مکینتاش
مأمور مکینتاش (انگلیسی: The Mackintosh Man) فیلمی در ژانر جاسوسی و درام به کارگردانی جان هیوستون است که در سال ۱۹۷۳ منتشر شد.

## بازیگران
- پل نیومن
- دومنیک سندا
- جیمز میسون
- هری اندروز
- ایان بانن
- نایجل پاتریک
- مایکل هوردرن
- پیتر وان
- رولاند کالور
- پرسی هربرت
- هیو منینگ
- نیل مک‌گینیس